# Іщенко Микола Іванович
Іщенко Микола Іванович (нар. 12 вересня 1964, Кривий Ріг, Дніпропетровська область) — український гірничий інженер, учений-економіст, промисловець. Доктор економічних наук (2015), професор. Лауреат Державної премії України в галузі науки і техніки (2013).

## Біографія
Народився 12 вересня 1964 року в місті Кривий Ріг Дніпропетровської області.
У 1985 році закінчив Київський інститут народного господарства.
У 1992 році закінчив Криворізький гірничорудний інститут.
З 1987 року працював на підприємстві «Кривбасвибухпром»: у 2000–2001 роках — директор, 2001–2006 роках — голова правління, у 2006–2007 роках — генеральний директор.
У 2007–2009 роках — заступник директора гірничорудного дивізіону ТОВ «Метінвест Холдинг».
У 2009–2010 роках — генеральний директор Інгулецького гірничо-збагачувального комбінату.
Професор кафедри обліку, оподаткування, публічного управління та адміністрування Криворізького національного університету.

## Наукова діяльність
Фахівець у галузі гірничої справи. Автор наукових робіт.
Досліджував економічні питання розвитку сучасних підприємств гірничої промисловості.

## Наукові роботи
- Економічна взаємодія підприємств гірничо-збагачувального комплексу / Кам'янське, 2007.

## Нагороди
- Державна премія України в галузі науки і техніки (16 травня 2013) — за розробку і впровадження техніки і технології виготовлення та застосування високоефективних, безпечних емульсійних вибухових речовин на кар'єрах України[2];
- Орден «За заслуги» (Україна) 3-го ступеня (2010);
- Орден «За заслуги» (Україна) 2-го ступеня (2013);
- Заслужений працівник промисловості України;
- Переможець регіонального конкурсу «Світоч Придніпров'я-2011» у номінації «Кращий інвестор Придніпров'я» (грудень 2011);
- За заслуги перед містом (Кривий Ріг) 3-й (2004), 2-й (2007), 1-й (2010) ступенів[3];
- Нагрудний знак «За розвиток регіону» (2004)[4];
- Нагрудний знак «За вагомий особистий внесок у розвиток Інгулецького району» (2012)[4].